# Новиков, Александр Алексеевич
Александр Алексеевич Новиков (1907—1979) — советский военный лётчик, командир 162-го гвардейского бомбардировочного авиационного полка, гвардии полковник, Герой Советского Союза.

## Биография
Родился 10 (23 апреля) 1907 года в селе Беловодск (ныне Луганская область, Украина). В Красной Армии с 1929 года. В 1931 году окончил Качинскую военную авиационную школу пилотов. На фронтах Великой Отечественной войны с мая 1943 года. Член ВКП(б) с 1932 года.
Командовал 162-м гвардейским бомбардировочным авиационным полком 8-й гвардейской бомбардировочной авиационной дивизии 6-го гвардейского бомбардировочного авиационного корпуса 2-й воздушной армии 1-го Украинского фронта.
К маю 1945 года совершил сто двадцать успешных боевых вылетов на бомбардировку войск противника, нанеся ему значительный урон в живой силе и боевой технике. 27 июня 1945 года за умелое командование авиационным полком, образцовое выполнение боевых заданий командования и проявленные при этом мужество и героизм гвардии полковнику Новикову Александру Алексеевичу присвоено звание Героя Советского Союза с вручением ордена Ленина и медали «Золотая Звезда».

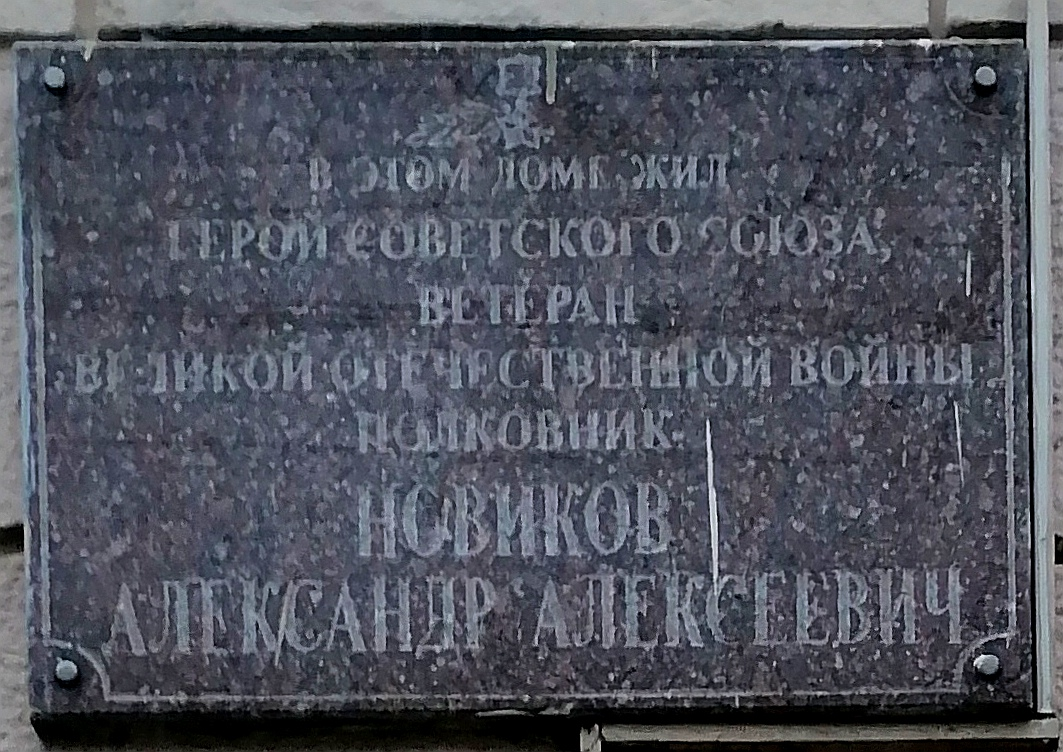
Мемориальная доска на д. 3 пл. Ленина

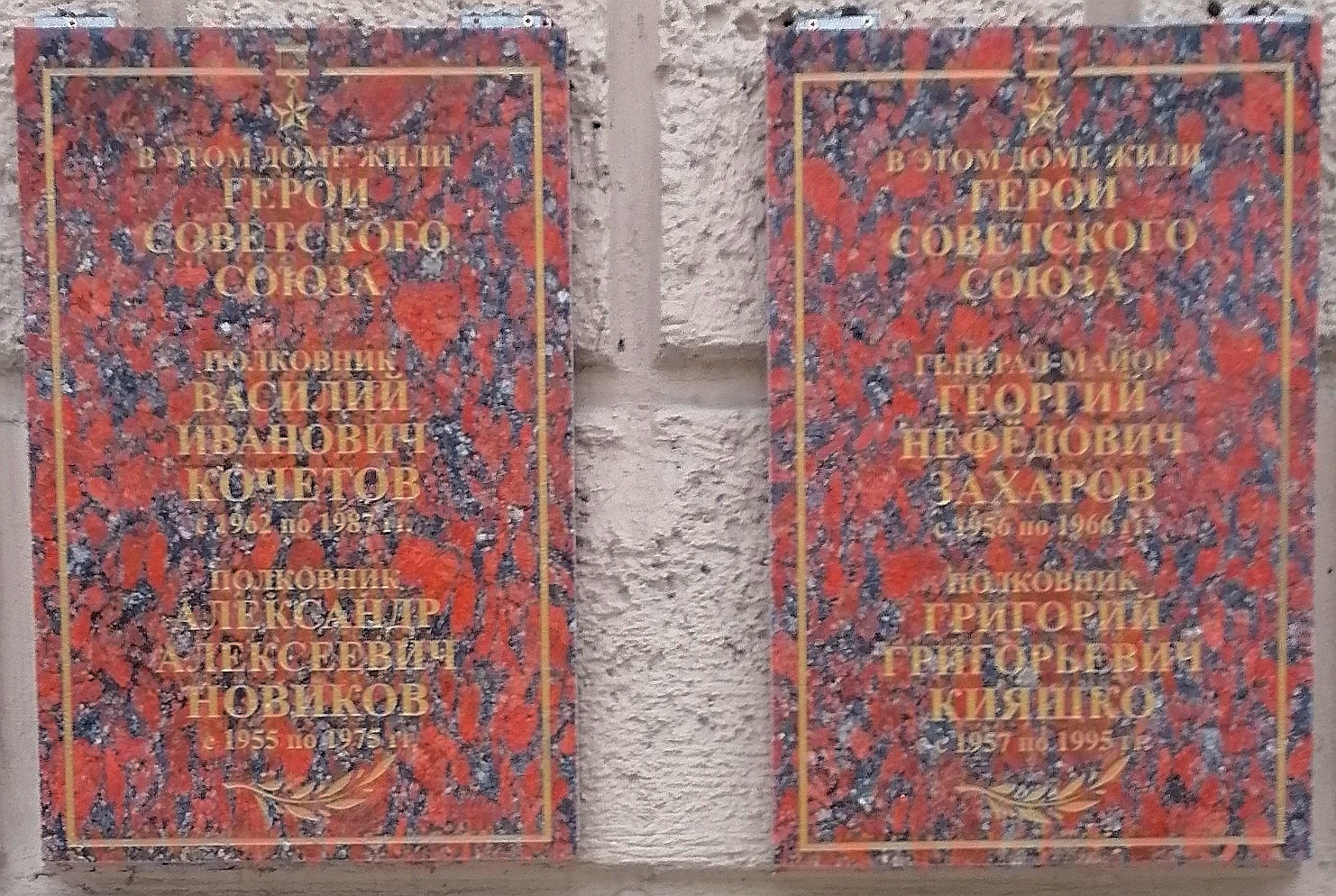
Мемориальная доска на ул. Мира

После войны продолжал службу в ВВС. С 1957 в запасе в звании полковника. Жил в Воронеже (мемориальная доска на д. 3, на пл. Ленина, д. 3 по ул. Мира).
Скончался 19 сентября 1979 года. Похоронен на Коминтерновском кладбище.

## Награды
- Медаль «Золотая Звезда» (27.6.1945);
- орден Ленина (27.6.1945);
- три ордена Красного Знамени (25.8.1943; 22.2.1945; …);
- орден Суворова III степени (21.8.1944);
- орден Александра Невского (СССР) (6.9.1943);
- орден Красной Звезды;
- медали.